# Steinley

Le Steinley est une lande marécageuse et tourbeuse située sur le plateau des Hautes Fagnes dans le massif de l'Eifel et faisant  partie de la commune d'Eupen en province de Liège (Belgique).

## Situation
Cette fagne occupe la partie nord-est des Hautes Fagnes nord-orientales et se situe à environ 1 km à l'ouest de la frontière belgo-allemande près du village de Konzen. Steinley forme avec la fagne voisine d'Allgemeines Venn un espace ouvert commun. L'ancienne voie des Pèlerins (Pilgerweg) sert de limite entre ces deux fagnes. Le long de cette voie, se dressent deux croix distantes de moins de 200 m : la croix Arnold (datant de 1767, détruite puis restaurée) et la croix Bilfinger (datant de 1943).

## Description
La fagne de Steinley est reprise comme site de grand intérêt biologique pour une superficie de 434,05 ha. Plusieurs petits ruisseaux qui formeront la Vesdre traversent la fagne du sud vers le nord. On note aussi la présence de diverses zones de bas-marais.
Au niveau de la faune, on peut en outre y observer le busard Saint-Martin, la bécassine des marais, la pie-grièche grise, le merle à plastron, le cassenoix moucheté, la locustelle tachetée et le traquet motteux.

## Activités et tourisme
Cette fagne est classée en zone B. La circulation y est autorisée à condition de suivre les sentiers balisés.

## Liens et sources
- http://biodiversite.wallonie.be/fr/3025-steinley.html?IDD=251661355&IDC=1881
- "Guide du Plateau des Hautes Fagnes" de R. Collard et V. Bronowski - Édition "Les Amis de la Fagne" 1977